# Ндонг, Жан Эйег
Жан Эйег Ндонг (фр. Jean Eyeghe Ndong; род. 12 февраля 1946, Либревиль) — габонский политический деятель, премьер-министр Габона с 20 января 2006 по 17 июля 2009 года. Он является членом Габонской демократической партии.
Женат, имеет шесть детей.